# 俞敦
俞敦（1482年—1523年），字崇禮，直隸揚州衛人，官籍，明朝政治人物。

## 生平
江都縣學生。正德五年（1510年）庚午科應天府鄉試第一百十六名舉人。正德六年（1511年）中式辛未科會試第二百八十二名，登第三甲第二百一十三名進士。三年改翰林院庶吉士，八年十月授刑科給事中，劾退四川巡抚馬昊，十六年二月升禮科右，十二月升吏科左，嘉靖二年（1523年）三月升吏科都，賜麒麟服，奉使安南，卒于途中梧州府，賜祭葬。

## 家族
曾祖俞□友；祖父俞永貴，曾任□；父俞俊，曾任按察司副使。前母崔氏（封孺人）；母成氏。永感下。